# Orbicella
Orbicella is een geslacht van neteldieren uit de klasse van de Anthozoa (bloemdieren).

## Soorten
- Orbicella annularis (Ellis & Solander, 1786)
- Orbicella faveolata (Ellis & Solander, 1786)
- Orbicella franksi (Gregory, 1895)